# دونكان كوبر
دونكان كوبر (1813 - 22 نوفمبر 1904 في المملكة المتحدة) (بالإنجليزية: Duncan Cooper)‏ هو لاعب كريكت أسترالي. لعب مع فريق فكتوريا للكريكت.

## وصلات خارجية
- دونكان كوبر على موقع إي آس بي آن كريك إنفو (الإنجليزية)